# Robertsonia celtica
Robertsonia celtica är en kräftdjursart som först beskrevs av Albert Monard 1935.  Robertsonia celtica ingår i släktet Robertsonia och familjen Diosaccidae. Inga underarter finns listade i Catalogue of Life.